# En fjärran spegel
En fjärran spegel (engelska originalets titel: A Distant Mirror) är en bok från år 1978 av den amerikanska historikern Barbara Tuchman.
Boken handlar om 1300-talet i Europa. Tuchman har inspirerats av Jean Froissarts Chroniques och skildrar bland annat hundraårskriget, digerdöden, västliga schismen samt bondeuppror som jacquerie. Därutöver skriver Tuchman om aristokratins, prästerskapets och böndernas vardagsliv samt även om klimatförändringar. Berättelsen kretsar kring den franske adelsmannen Enguerrand de Coucy (1340–1397).